# Sarah Fisher Ames
Sarah Fisher Ames, död 1901, var en amerikansk konstnär. 
Hon är främst känd för sina porträttbyster av Lincoln, och var en av de första som avbildade honom i skulptur. 